# Pontonema ocellatum
Pontonema ocellatum is een rondwormensoort uit de familie van de Oncholaimidae.